# 1882 v loďstvech
Tento článek obsahuje významné události v oblasti loďstev v roce 1882.

## Lodě vstoupivší do služby
- 11. dubna –  Dandolo – věžová bitevní loď třídy Caio Duilio